# Pareuxesta intermedia
Pareuxesta intermedia är en tvåvingeart som beskrevs av Daniel William Coquillett 1901. Pareuxesta intermedia ingår i släktet Pareuxesta och familjen fläckflugor. Inga underarter finns listade i Catalogue of Life.